# Anolis gingivinus
Anolis gingivinus är en ödleart som beskrevs av  Cope 1864. Anolis gingivinus ingår i släktet anolisar, och familjen Polychrotidae. Inga underarter finns listade i Catalogue of Life.

## Bildgalleri

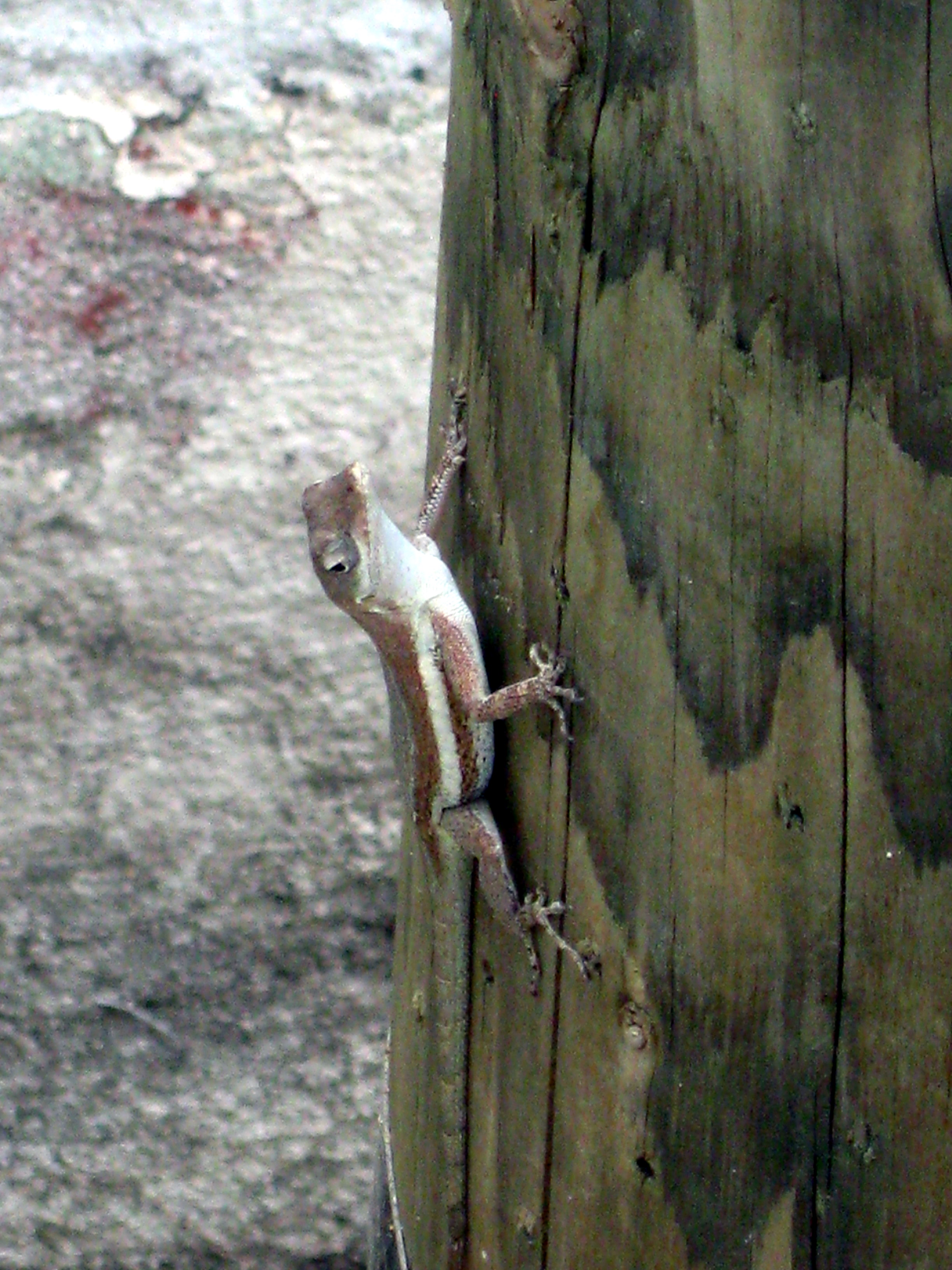